# Parada Cabrera
Parada Cabrera est une localité uruguayenne du département de Canelones, rattachée à la municipalité de Canelones.

## Localisation
Située à l'ouest du département de Canelones, au kilomètre 35 de la route 5, Parada Cabrera est distante de 3 km de la localité de Juanicó et de 10 km de la ville de Canelones, la capitale départementale.

## Population
| 1975 | 1985 | 1996 | 2004 | 2011 |
| ---- | ---- | ---- | ---- | ---- |
| 432  | 294  | 341  | 325  | 409  |

## Source
- (es) Cet article est partiellement ou en totalité issu de l’article de Wikipédia en espagnol intitulé « Parada Cabrera » (voir la liste des auteurs).